# Neuhaldensleber Straße 32
Die Villa Neuhaldensleber Straße 32, auch als „Alte Apotheke“ bezeichnet, im Ortsteil Althaldensleben der Stadt Haldensleben in Sachsen-Anhalt steht auf der Westseite der Straße rund 60 Meter nördlich des Lindenplatzes. 40 Meter weiter nordwärts befindet sich eine weitere denkmalgeschützte Villa Neuhaldensleber Straße 28.
Im örtlichen Denkmalverzeichnis ist das Gebäude unter der Erfassungsnummer 094 84417 als Baudenkmal eingetragen. Die Villa wird für Althaldensleben als kunstgeschichtlich bedeutsames Bauwerk eingeschätzt.

## Beschreibung
Das neogotische Gebäude wurde um 1900 an der Ausfallstraße nach Haldensleben errichtet. Es ist zweigeschossig und hat einen unregelmäßigen Grundriss; der Baukörper ist individuell gegliedert. Die Fassade zur Straßenseite wird durch eine eingeschossige Auslucht mit Stufengiebel an der südlichen Ecke sowie einen ebenfalls mit Stufengiebel versehenen, deutlich heraustretenden, zweiachsigen Seitenrisalit mit Blendnischen und Maßwerkdekor im Stil norddeutscher Backsteingotik bestimmt. Auch die Einfriedung des Gartens stammt aus der Bauzeit der Villa.